# 王景愚
王景愚（1937年—2021年5月3日），男，天津人，中国默剧演员、编剧，中国国家话剧院一级演员，中国作家协会会员。毕业于中央戏剧学院。曾在1983年中国中央电视台第一届春节联欢晚会担任主持人，并作为演员表演了默剧小品《吃鸡》，而被中国电视观众广为所知。2021年5月3日在北京病逝，享年85岁。